# Коса (етничка група)
Коса је заједнички назив за сродна Банту племена која живе у југоисточном делу данашње Јужноафричке Републике.
Косе су име добиле по Уокоси, свом митском праоцу. Сматра се да потичу из области афричких Великих језера, одакле су започели постепену миграцију према југу око 1400. године. Косе, који говоре Коса језиком, били су познати према отворености према другим културама тако да су по доласку у данашњу отаџбину у своје редове инкорпорисали велике делове домородачког којсанског становништва, а језик им врви великим бројем посуђеница из којсанских и Грика језика.
Први контакти између Коса и европских досељеника забележени су у Источном Кејпу почетком 18. века, а крајем 18. века се бележе први сукоби између њих и предака данашњих Бура. Косе су почетком 19. века били тешко погођени Мфеканеом, а морали су да напусте делове територије пред најездом Зулуа. Године 1856. их је тешко погодио и бизарни догађај за који је била крива самозвана пророчица Нонгкавусе.
Упркос свему томе, Косе су постале једна од најбројнијих етничких скупина Африке. С временом су почели да предводе борбу против апартхејда те су многи од вођа Афричког националног конгреса као Нелсон Мандела, Волтер Сисулу и Табо Мбеки родом Косе, исто као и бискуп Дезмонд Туту, добитник Нобелове награде за мир. За време апартхејда, јужноафричка влада је за њих предвидела два бантустана зван Транскеј и Цискеј.
Данас Коса има око 8 милиона. По вери су углавном анимисти и хришћани.